# جمهورية تركستان السوفيتية الاشتراكية ذاتية الحكم
جمهورية تركستان الاشتراكية السوفيتية ذاتية الحكم (في البداية، جمهورية تركستان الاشتراكية الاتحادية؛ 30 أبريل 1918 – 27 أكتوبر 1924) كانت جمهورية ذاتية الحكم من جمهورية روسيا الاتحادية الاشتراكية السوفيتية وتقع في آسيا الوسطى السوفيتية.
خلال الإمبراطورية الروسية، كانت أراضي جمهورية تركستان ذاتية الحكم تُحكم باسم تركستان كراي وإمارة بخارى ووخانية خوارزم. ومنذ عام 1905، سعى منظرو عموم تركيا مثل إسماعيل غسبرينسكي إلى قمع الاختلافات بين الشعوب التي تتحدث اللغات التركية، وتوحيدها في حكومة واحدة.
هذه الفكرة أيدها فلاديمير لينين، وبعد الثورة الروسية عام 1917، أنشأ البلاشفة في طشقند جمهورية تركستان ذاتية الحكم. لكن وفي فبراير 1918، أعلن المجلس الإسلامي (بالأوزبكية: Shuroi Islamia)‏‎ ومجلس المخابرات (Uzb. Shuroi Ulammo) في مدينة قوقند جمهورية تركستان ذاتية الحكم المنافسة، وقاتلوا القوات البلشفية حتى عشرينيات القرن الماضي كجزء من تمرد باسمشي المحافظ.
تم إعلان جمهورية تركستان الاتحادية السوفيتية رسميًا في 30 أبريل 1918.
في أواخر عام 1917، تم قطع جمهورية تركستان الاتحادية السوفيتية عن جمهورية روسيا الاتحادية الاشتراكية السوفيتية بسبب تمرد قوزاق أورينبورغ، لكنها صمدت، رغم محاصرة الدول المعادية، حتى وصول الجيش الأحمر في سبتمبر 1919 بعد الهجوم المضاد للجبهة الشرقية.
وفي الوقت نفسه، اندلع صراع على السلطة بين الشيوعيين بين اولئك الذين يفضلون حكومة عموم تركية مثل تورار ريسكولوف وتورسون خوجايف، وتلك المؤيدة لتقسيم تركستان السوفيتية إلى وحدات عرقية أو إقليمية أصغر، مثل فايز الله خدجاييف وأكمل إكراموف. فازت المجموعة الأخيرة، حيث بدأت في ترسيم الحدود الوطنية في آسيا الوسطى في عام 1924. وعند انحلالها، تم تقسيم جمهورية تركستان الاشتراكية السوفيتية إلى جمهورية تركمانستان الاشتراكية السوفيتية (الآن تركمانستان الحالية)، وجمهورية أوزبكستان الاشتراكية السوفيتية (أوزبكستان الحالية) مع جمهورية طاجيكستان السوفيتية (طاجيكستان الحالية)، و كاراكالباكستان ذاتية الحكم (قيرغيزستان الحالية)، ومنطقة كاراكالباك ذاتية الحكم (الآن قرقل باغستان).
| التاريخ        | الاسم |
| -------------- | --- |
| 30 أبريل 1918  | جمهورية تركستان الاتحادية السوفيتية (اعتمد الدستور في 15 أكتوبر 1918)                                            |
| 24 سبتمبر 1920 | جمهورية تركستان الاشتراكية السوفيتية ذاتية الحكم (تمت الموافقة على الدستور في 24 سبتمبر 1920)                    |
| 30 ديسمبر 1922 | جمهورية تركستان الاشتراكية السوفيتية جزء من الاتحاد السوفيتي (داخل جمهورية روسيا الاتحادية الاشتراكية السوفيتية) |
| 27 أكتوبر 1924 | الحل |

## تركسوفناركوم
رؤساء مجلس مفوضي الشعب («تركسوفناركوم»).
| تاريخ البداية              | تاريخ النهاية  | الاسم                  |
| -------------------------- | -------------- | ---------------------- |
| 15 نوفمبر 1917             | نوفمبر 1918    | فيودور كوليسوف (ru)    |
| تشرين الثاني (نوفمبر) 1918 | 19 يناير 1919  | فلاديسلاف فيغلسكي (ru) |
| 19 يناير 1919              | 31 مارس 1919   | الوظيفة شاغرة          |
| 31 مارس 1919               | 12 سبتمبر 1919 | كارب سوروكين (ru)      |
| 12 سبتمبر 1919             | مارس 1920      | تركسوفناركوم البائد    |
| مارس 1920                  | مايو 1920      | يانيس رودزوتاك         |
| مايو 1920                  | سبتمبر 1920    | إيسيدور لوبيموف (ru)   |
| 19 سبتمبر 1920             | أكتوبر 1922    | كايكازيز أتاباييف      |
| أكتوبر 1922                | 12 يناير 1924  | تورار ريسكولوف         |
| 12 يناير 1924              | 27 أكتوبر 1924 | شاروستم إسلاموف (رو)   |

## روابط خارجية
- أوزبكستان على موقع worldstatesmen.org، تمت الزيارة في 23 يوليو 2009.
- جمهورية تركستان الاشتراكية السوفيتية ذاتية الحكم